# Demolizione controllata
Con il termine "demolizione controllata" si intendono tutte le pratiche applicate al fine di ottenere la parziale eliminazione o il completo abbattimento di strutture ed edifici gravemente danneggiati (ad esempio a seguito di terremoti), considerati obsoleti o la cui costruzione sia stata viziata da abusi edilizi, o per i quali i proprietari abbiano progettato una parziale o completa ristrutturazione.

## Tecnologie applicate per le demolizioni
Le demolizioni sono eseguite nella maggioranza dei casi (specie per edifici di grandi dimensioni) con una combinazione di differenti tecnologie.
Gli edifici di grandi dimensioni, oltre a venire "minati" con grandi quantitativi di dinamite o di altri esplosivi (operazione che spesso richiede tempi estremamente lunghi e viene effettuata dopo accurati studi sulla struttura da abbattere), subiscono spesso dei preventivi "tagli" operati alle colonne portanti, tesi a facilitare il collasso della struttura.
La demolizione di edifici di dimensioni più contenute può avvenire mediante l'esclusivo utilizzo di sistemi meccanici, tra cui pinze e martinetti oleodinamici, martelli pneumatici o apparecchiature in grado di tagliare i muri e le strutture portanti.
Nella demolizione dei ponti e dei relativi piloni risulta indicato l'uso, dove possibile, del filo diamantato e delle nuove tecnologie, le quali sono in grado di effettuare precisi tagli alle strutture limitando le vibrazioni e le sollecitazioni all'ambiente circostante .